# كلاود هارتز
شركة كلاود هارتز المحدودة (باليابانية: 株式会社クラウドハーツ، بالروماجي: Kabushiki-gaisha Cloud Hearts) هو استوديو رسوم متحركة ياباني، تأسس في 1 يونيو عام 2021، ويقع مقره في سوغينامي في طوكيو. يوكوهاما أنيميشن لابوتوري يعتبر شريك التعاوني في الاستوديو.

## أعمال الاستوديو

### مسلسلات أنمي تلفزيونية
| العنوان                                    | المخرج          | تاريخ بداية العرض | تاريخ نهاية العرض | عدد الحلقات | المراجع |
| ------------------------------------------ | --------------- | ----------------- | ----------------- | ----------- | ------- |
| The Iceblade Sorcerer Shall Rule the World | ماساهيرو تاكاتا | 6 يناير 2023      | 24 مارس 2023      | 12          | [ 2 ]   |
| The Great Cleric                           | ماساتو تاماغاوا | 14 يوليو 2023     |                   |             | [ 3 ]   |
| Rail Romanesque 2                          | ميتشيرو إيبيرا  | 6 أكتوبر 2023     |                   |             | [ 4 ]   |
| Whisper Me a Love Song                     | كاي شينيا       | يناير 2024        |                   |             | [ 5 ]   |

## وصلات خارجية
- الموقع الرسمي نسخة محفوظة 17 يوليو 2023 على موقع واي باك مشين. (باليابانية)